# Alpha Barry
Pour les articles homonymes, voir Barry.
Alpha Barry est un homme politique et journaliste burkinabè né le 1er janvier 1970 en Côte d'Ivoire. Il est ministre des Affaires étrangères du Burkina Faso entre 2016 et 2021 sous la présidence de Roch Marc Christian Kaboré. Fondateur du groupe Oméga Médias, il est notamment le propriétaire de Radio Oméga.

## Biographie
De son nom complet Alpha Mamadou Barry, il naît le 1er janvier 1970 en Côte d'Ivoire.
Journaliste de profession, il fut correspondant de la radio RFI à Ouagadougou et collaborateur du magazine Jeune Afrique,. Fondateur du groupe Oméga Médias, il est notamment le propriétaire de Radio Oméga (créée en 2011), l'une des radios les plus écoutées du pays.
Le 12 janvier 2016, il est nommé ministre des Affaires étrangères, de la Coopération et des Burkinabè de l’extérieur dans le gouvernement de Paul Kaba Thiéba.
En avril 2016, lors de la publication de sa déclaration de patrimoine conformément à la loi, il est révélé qu'Alpha Barry possède une fortune de plus d'un milliard 500 millions de franc CFA. L'apparente contradiction entre cette somme importante et ses activités de journaliste suscite de nombreuses interrogations sur la provenance de cette fortune dans les médias et l'opinion,.
En janvier 2019, il conserve son poste au sein du nouveau gouvernement Dabiré.
Le premier ministre Christophe Dabiré présente sa démission et celle de son gouvernement le 8 décembre 2021. Barry n'est pas reconduit dans le gouvernement du nouveau premier ministre Lassina Zerbo : il est remplacé par Rosine Sori-Coulibaly.